# Runda Kumpulan Kecil
Die Runda Kumpulan Kecil (englisch: „Small Patrol Units“, RKK) ist eine dschihadistische, islamistische Rebellengruppe, die in Südthailand operiert.
Die RKK war in den letzten Jahren eine der brutalsten und aktivsten gewalttätigen Gruppen des im seit 2004 andauernden Konflikts in Südthailand.

## Geschichte
Die Runda Kumpulan Kecil wurde von Mitgliedern der Barisan Revolusi Nasional gegründet, die eine militärische Ausbildung in Indonesien erhalten hatten. Deshalb wird die RKK von einigen Analysten immer noch als Ableger der Pejuang Kemerdekaan Patani, die in Verbindung mit der Barisan Revolusi Nasional steht, und nicht als unabhängige Organisation, betrachtet. In der Vergangenheit wurden mehrere RKK-Mitglieder vom thailändischen Militär verhaftet oder getötet.

## Zwischenfälle
Die RKK-Gruppe war im vergangenen Jahrzehnt an zahlreichen Brand-, Bomben- und Mordanschlägen beteiligt. Siebzehn Verdächtige, die nach der Ermordung eines Bhikkus am 16. Oktober 2005 von der thailändischen Polizei verhaftet worden waren, behaupteten, Teil der RKK zu sein. In den Berichten nach der Festnahme hieß es, dass die Mitglieder der aufständischen Gruppe an Medressen in Bandung (Indonesien) ausgebildet worden seien. Am 13. Februar 2013 griff eine bewaffnete Gruppe von 60 Männern eine Militärbasis im südlichen Teil des Landes an, 16 von ihnen wurden von der Armee getötet. Bei einem Angriff am 4. April 2017 in Yala wurden 12 Polizeibeamte verletzt, die Gruppe wurde von Sicherheitskräften dieser Tat beschuldigt. Am 22. August 2017 wurde ein Mann, der in den 30er Jahren festgenommen wurde, als RKK-Mitglied bezeichnet. Die thailändischen Medien behaupteten, er sei einer der Angreifer gewesen, die am 16. August 2017 sechs Lastwagen überfallen hatten. Ein Spitzenmitglied der Gruppe, Sobueri Jehe, wurde von Sicherheitskräften getötet. Zwischen 2000 und April 2018 verlor die Gruppe rund 39 Mitglieder.